# 埃米爾阿卜杜卡迪爾清真寺
埃米爾阿卜杜卡迪爾清真寺（阿拉伯语：‎, Jemaa EL-Emir Abdelkader）是位於阿爾及利亞君士坦丁省首府君士坦丁的一座清真寺，它是阿爾及利亞僅次於新阿爾及爾大清真寺的第二大清真寺。
清真寺以大理石和花崗岩建造的。它有兩座高107米的尖塔和一個圓頂，於1994 年竣工啟用。